# Alfred Hafkenscheid
Alfred Karel Hafkenscheid (Blitar, 29 februari 1936) is een Nederlands kunstschilder, die  woont en werkt in Schipborg, Drenthe.

## Biografie
Hafkenscheid was de zoon van een planter in Nederlands-Indië. Hij bracht de Tweede Wereldoorlog door in diverse Jappenkampen en kwam na de oorlog naar Nederland. Als kind was hij in de kampen al bezig met het tekenen van de omringende natuur. Hafkenscheid heeft, door zijn jeugd in de kampen, geen regulier onderwijs kunnen volgen. In 1960 besloot hij om kunstschilder te worden, daarin was hij autodidact. In 1968 vestigde hij zich in Schipborg. Met Jelle Otter werkte hij een aantal jaren aan de restauratie van muurschilderingen in diverse kerken, o.a. aan de middeleeuwse Bijbelse schilderingen in de Martinikerk te Groningen. In 1971 werd hij toegelaten tot de BKR. In 2012 won Hafkenscheid de Culturele prijs van Drenthe.
In het Drents Museum te Assen zijn verschillende schilderijen van Alfred Hafkenscheid tentoongesteld. Lydia Tuynman maakte in 2011 een documentaire met als titel "Hafkenscheid, portret van een schilder".